# Федоровка (Атяшевський район)
Фе́доровка (рос. Фёдоровка, ерз. Федоровка) — присілок у складі Атяшевського району Мордовії, Росія. Входить до складу Козловського сільського поселення.

## Населення
Населення — 2 особи (2010; 2 у 2002).
Національний склад (станом на 2002 рік):
- ерзяни — 50 %
- росіяни — 50 %